# Суетиновка
Суетиновка (Моргентау, нем. Morgentau, также Кисловодское, Нестеровка, Чумак) — село в Старополтавском районе Волгоградской области России, в составе Кановского сельского поселения.
Основано в 1859 году.
Население — 45 (2010).

## История
Основано в 1859 году (по другим данным, в 1860 году) как немецкая колония выходцами из выходцами из Усть-Кулалинки (Галка), Щербаковки (Мюльберг), Верхней Грязнухи (Крафт), Водяного Буерака (Штефан), Буйдакова Буерака (Шваб), Верхней Кулалинки (Гольштейн). Волостное село Торгунской, а с 1914 года — Нестеровской волости Новоузенского уезда Самарской губернии. Наименование произвольное. По церковно-административному делению колония относилась с 1863 года к лютеранскому приходу Моргентау.
После образования в 1918 году трудовой коммуны (автономной области) немцев Поволжья село Моргентау входило сначала в Торгунский район Ровенского уезда (до ликвидации уездов в 1921 г.); 15 мая 1921 года декретом ВЦИК РСФСР Торгунский район был переименован в Палласовский район, а в 1922 года преобразован в Палласовский кантон. С 18 января 1935 года, после выделения Гмелинского кантона из Палласовского, и до ликвидации АССР немцев Поволжья село Моргентау относилось к Гмелинскому кантону АССР НП. В советский период село Кано являлось административным центром Канского сельского совета.
В 1926 году в селе имелась кооперативная лавка, сельскохозяйственное кредитное товарищество, начальная школа В марте 1930 года произошло массовое выступление жителей против раскулачивания.
28 августа 1941 года был издан Указ Президиума ВС СССР о переселении немцев, проживающих в районах Поволжья. Немецкое население депортировано. Село Моргентау в составе Гмелинского района отошло к Сталинградской области (с 1961 года — Волгоградской). Решением Сталинградского  облисполкома от 31 марта 1944 года  №10 §30 «О переименовании населенных пунктов области, имеющих немецкие названия» село Моргентау переименовано в село Суетиновка. В 1950 году в связи с ликвидацией Гмелинского района село вошло в состав Ставрополтавского района области. Указом Президиума Верховного Совета РСФСР от 11 ноября 1954 года № 744/119 Кановский и Суетиновский сельские Советы были объединены в один Кановский сельсовет.

## Физико-географическая характеристика
Село расположено в степи, в Заволжье, на левом берегу реки Куба, на высоте 32 метра над уровнем моря. Рельеф местности равнинный. Почвы каштановые.
Расстояние до районного центра села Старая Полтавка составляет 24 км, до областного центра города Волгограда — 350 км, до ближайшего крупного города Саратова — 170 км. Ближайшая железнодорожная станция Гмелинская (Приволжская железная дорога, линия Красный Кут — Астрахань) расположена в 27 км.
Часовой пояс
Суетиновка находится в часовой зоне МСК (московское время). Смещение применяемого времени относительно UTC составляет +3:00.

## Население
Динамика численности населения по годам:
| 1858 | 1883 | 1889 | 1897 | 1904 | 1910 | 1920 | 1922 | 1923 | 1926 | 1931 | 1987 | 2002 |
| ---- | ---- | ---- | ---- | ---- | ---- | ---- | ---- | ---- | ---- | ---- | ---- | ---- |
| 409  | 1502 | 1557 | 1455 | 2183 | 2873 | 2403 | 1636 | 1638 | 1597 | 1942 | ≈190 | 94   |

| 2010 |
| ---- |
| 45   |